# Nothocercus
Nothocercus är ett fågelsläkte i familjen tinamoer inom ordningen tinamofåglar. Släktet omfattar tre arter som förekommer i Latinamerika från Costa Rica till Bolivia och Chile:
- Brunbröstad tinamo (N. julius)
- Höglandstinamo (N. bonapartei)
- Kamtinamo (N. nigrocapillus)